# Дружкин, Александр Фёдорович
Александр Фёдорович Дружкин (3 ноября 1923, Лещевка, Вологодская губерния — 20 мая 1984, село Битки, Новосибирская область) — командир разведывательного отделения 872-го гаубичного артиллерийского полка, старший сержант (на момент представления к награждению орденом Славы 1-й степени).

## Биография
Родился 3 ноября 1923 года в деревне Лещевка (ныне — Вожегодского района Вологодской области). Член ВКП(б) с 1944 года. Окончил начальную школу. Работал в колхозе.
В Красной Армии с августа 1941 года. В действующей армии с ноября 1942 года. Воевал на Донском, Центральном, Белорусском и 1-м Белорусском фронтах. Участвовал в Сталинградской и Курской битвах, освобождении Белоруссии, Украины, Польши, боях на территории Германии.
Командир разведывательного отделения 872-го гаубичного артиллерийского полка сержант А. Ф. Дружкин 23 декабря 1943 года под деревней Заклетное на реке Березина умело организовал отражение контратаки противника и сорвал его попытку овладеть артиллерийской батареей, в бою уничтожил шесть вражеских солдат. Будучи раненным, не покинул поля боя. Приказом командира 350-й стрелковой дивизии от 25 ноября 1944 года за мужество, проявленное в боях с врагом, был награждён орденом Славы 3-й степени.
Выполняя задание в тылу врага 6-8 февраля 1945 года, переправился на левый берег реки Одер в 3 километрах южнее города Франкфурт, разведал расположение пяти пулемётных точек, двух блиндажей, четырёх миномётных и двух гаубичных батарей. Все они по его целеуказаниям были затем подавлены массированным огнём дивизиона. Приказом по 65-й армии от 7 мая 1945 года старший награждён орденом Славы 2-й степени.
20 апреля 1945 года у населённого пункта Дёбберин, в 13 километрах северо-западнее города Франкфурта-на-Одере, обнаружил позиции четырёх пулемётов и штурмового орудия, подавленных потом по его целеуказаниям артиллерийским огнём. В районе населённого пункта Лебус засёк несколько артиллерийских батарей, позиции батальонных миномётов, три кочующих орудия и семь дзотов. Находясь в боевых порядках пехоты, забросал гранатами группу вражеских солдат, уничтожив не менее десяти из них.
Указом Президиума Верховного Совета СССР от 15 мая 1946 года за мужество, отвагу и героизм старший сержант Дружкин Александр Фёдорович награждён орденом Славы 1-й степени.
В марте 1947 года демобилизован. В 1949 году окончил Новосибирское педагогическое училище. Работал преподавателем начальной военной подготовки, рисования и черчения в средней школе села Битки Сузунского района Новосибирской области. С 1952 года — младший лейтенант, затем лейтенант в отставке.
Был награждён орденами Славы 1-й, 2-й и 3-й степени, орденом Отечественной войны I степени, медалями, в том числе «За отвагу».
Умер 20 мая 1984 года.